# ألفرد أ. هال
ألفرد أ. هال هو محامي وقاضي وسياسي أمريكي، ولد في 31 ديسمبر 1848، وتوفي في 21 يناير 1912 في سانت ألبانز في الولايات المتحدة. نشط حزبياً في الحزب الجمهوري. وقد انتخب عضو مجلس ولاية فيرمونت ‏.